# 貝貝爾·科夫勒
貝貝爾·科夫勒（德語：Bärbel Kofler，1967年5月24日—）是一名德国社會民主黨的聯邦議員。自2016年3月起，她擔任德國聯邦政府人權政策與人道援助辦公室專員。

## 外部連結
- 官方網站 （页面存档备份，存于）